# Mordet på Abraham Lincoln

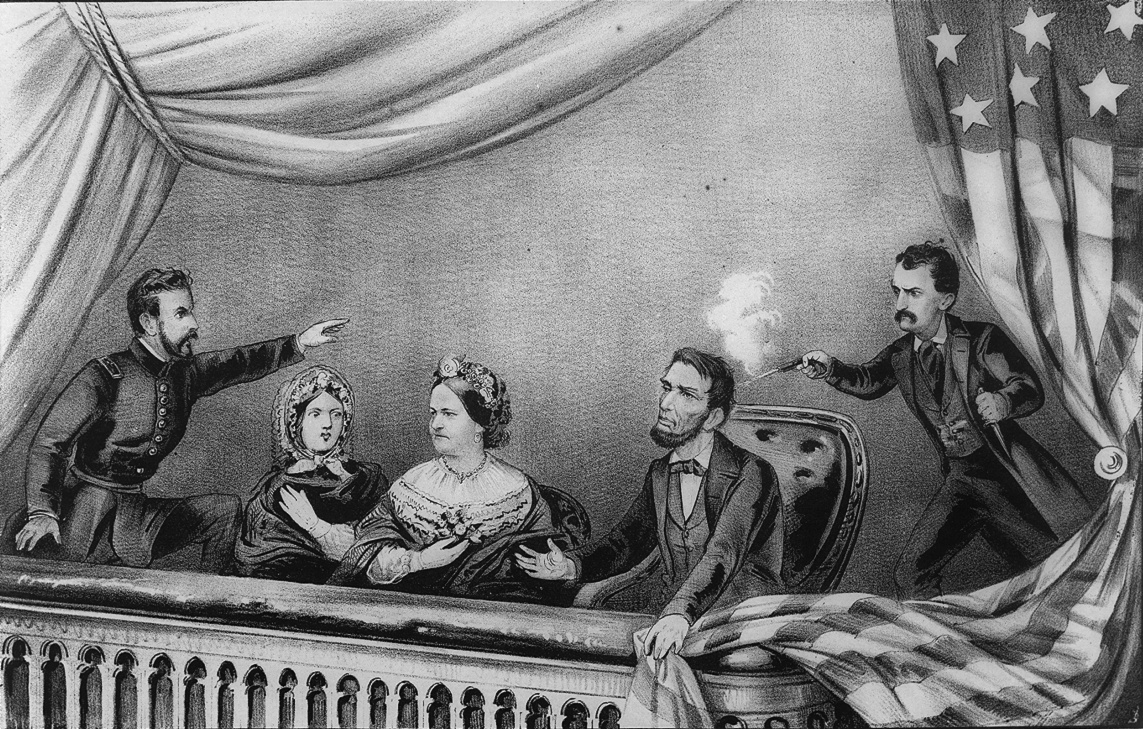
Mordet på Abraham Lincoln.

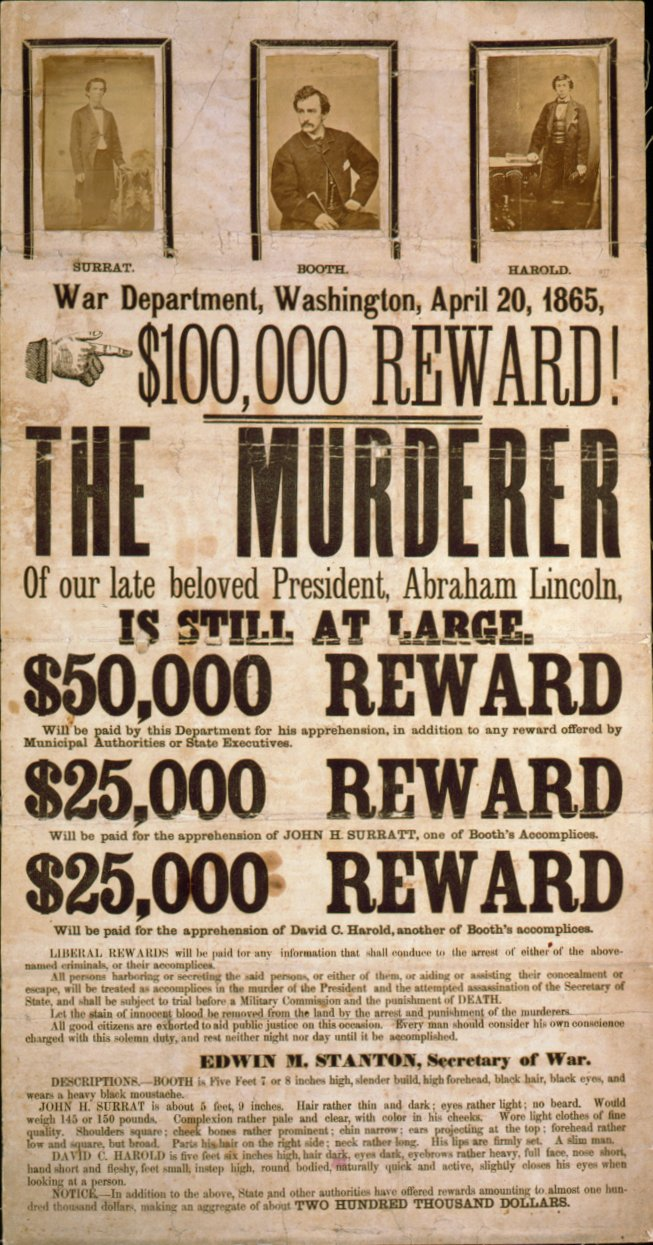
Tidningen Broadside visar på en sida att staten ger hela 100.000 dollar till den som fångar rymmarna med bild på John H. Surratt, John Wilkes Booth, och David E. Herold.

Mordet på Abraham Lincoln utspelades den 14 april 1865 då Lincoln mördades av John Wilkes Booth. Från början var det tänkt att han skulle kidnappa Lincoln i utbyte mot sydstatsfångar tagna av nordsidan i kriget. I april bytte han den planen mot ett mord. Booth sköt Lincoln under en föreställning av Our American Cousin på Fordteatern i Washington D.C. den 14 april 1865, varvid han utropade ”Sic semper tyrannis!” (Så må det alltid gå för tyrannerna!), vilket är delstaten Virginias motto. Presidenten avled dagen efter att han blivit skjuten.  
Booth hade lyckats fly men skadat foten i landningen efter hoppet från balkongen där Lincoln sköts. Snart fann man att han tagit sig till en bekant som band om hans fot. Strax innan unionspatrullen kom dit begav han sig av därifrån men hanns inom kort upp av Boston Corbett i ett tobaksmagasin tillsammans med David Herold. Corbetts anhang tände eld på magasinet för att få ut dem, kamraten gav sig men inte Booth själv. Corbett saknade, liksom de andra i patrullen, tillåtelse att skjuta om de såg Booth. Ändå vandrade Corbett runt ladan och sköt när han såg Booths siluett genom ett hål i den brinnande väggen. Skottet träffade Booth i nacken och han kunde tas ut ur ladan, dödligt sårad. Han dog innan han hann ställas inför rätta.

## Rättegång

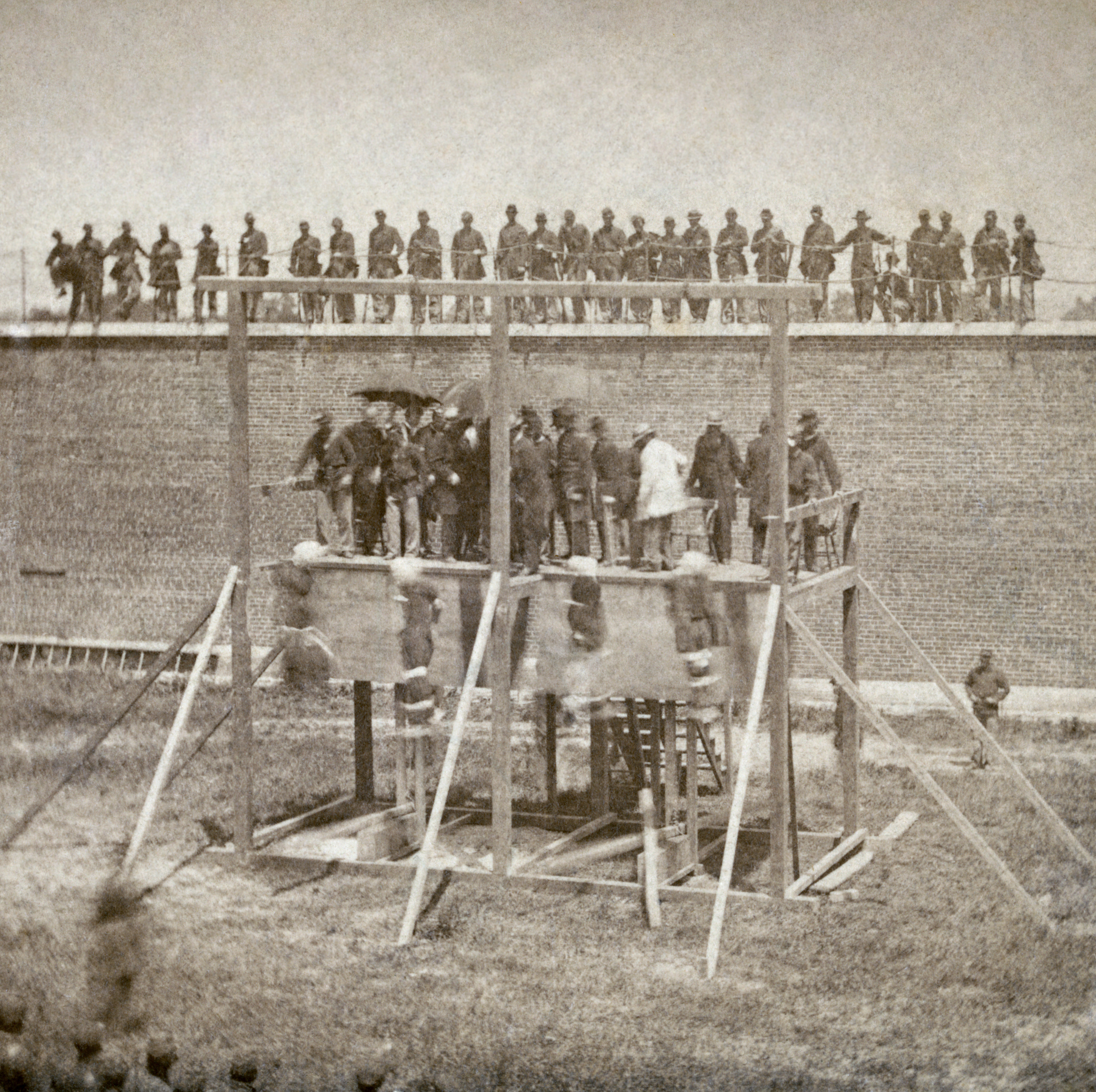
Avrättning av Mary Surratt, Lewis Powell, David Herold, och George Atzerodt den 7 juli 1865.

Mary Surratt, Lewis Powell, David Herold, och George Atzerodt dömdes till döden för att var en del i en stor konspiration att döda flera medlemmar av regeringen. Hon var den första kvinnan som avrättades på order av USA:s federala regering.

### Huvudmisstänkta
- David Herold hjälpte John Wilkes Booth att fly. Han visade också var utrikesminister William H. Seward bodde, så att Lewis Powell kunde försöka mörda honom.
- Lewis Powell försökte mörda utrikesminister William H. Seward.
- George Atzerodt planerade men vågade inte mörda vicepresident Andrew Johnson.
- John H. Surratt lyckas fly.
- John Wilkes Booth, som mördade Lincoln, dödades då han skulle gripas.

### Anklagad för medhjälp till mord
John H. Surratt lyckas fly och trots att domstolen trodde att hans mamma Mary Surratt visste var han var. Men hon svor ed på att hon inte visste. Hon dömdes för medhjälp till mordet.
Samuel Arnold och  Michael O'Laughlen planerade att kidnappa presidenten två gånger men misslyckades. De hade hjälp av John Wilkes Booth, David Herold och Lewis Powell. Både Arnold  och O'Laughlen fick livstids fängelse.Michael O'Laughlen dog i fängelset i gula febern 1867.
Samuel Mudd dömdes för att hade hjälpt konspiratörerna att gömma sig. Han dömdes till livstid fängelse. 
Edmund Spangler jobbade på  Ford's Theatre och anklagades för att ha hjälpt John Wilkes Booth att komma in. Han dömdes till 6 års fängelse.

## Benådningen
President Andrew Johnson benådade 1869 Edmund Spangler, Samuel Mudd och Samuel Arnold.